# Acanthopsylla dunneti
Acanthopsylla dunneti är en loppart som beskrevs av Holland 1971. Acanthopsylla dunneti ingår i släktet Acanthopsylla och familjen Pygiopsyllidae. Inga underarter finns listade i Catalogue of Life.